# لابولبينيات
اللابولبينيات (الاسم العلمي:Laboulbeniales) هي رتبة من الفطريات تتبع الطائفة اللابولبينانية من شعيبة الفنجانينيات.

## التصنيف
- رتبة اللابولبينيات
  - الفصيلة اللابولبينية
    - جنس اللابولبينة